# Cristóbal de Acuña
Cristóbal de Acuña (Burgos, 1597 – Lima, 1670) è stato un missionario spagnolo.

## Biografia
Gesuita, svolse il suo apostolato nell'America Latina (Paraguay, Cile e Perù) e si unì alla spedizione dell'esploratore Pedro de Teixeira.
Ha lasciato una notevole descrizione della regione del Rio delle Amazzoni, pubblicata nel 1641.